# Les Vinyes (Claverol)
Les Vinyes és una zona d'antigues vinyes reconvertides en camps de conreu de secà del terme municipal de Conca de Dalt, a l'antic terme de Claverol, al Pallars Jussà, en territori que havia estat del poble de Claverol (Conca de Dalt). Es troba al nord de Claverol i al sud de Sossís, a la part meridional de l'Obac de Claverol. És al sud-oest de les Comes, al sud-est de les Obagues i a llevant de Vernedes.